# Dese
Dese (o Dessie) es una ciudad y un woreda etíope, ubicado en la Región Amhara, en el centro norte del país. Está situada entre los 2.470 y los 2550 m s. n. m., en la carretera que une las ciudades de Adís Abeba con Asmara, en Eritrea. 

## Características
Dese cuenta con una oficina de correos, instaurado la década de 1920, además posee un servicio telefónico al menos desde 1954. La ciudad disfruta de energía eléctrica desde 1963 cuando entró en funcionamiento una central eléctrica alimentada con diésel, con una línea de suministro eléctrico que llegaba hasta Kombolcha, la cual tuvo un costo de 110.000 dólares etíopes. Entre los años 1942 y 1995, la ciudad fue la capital de la antigua provincia de Wolo.
Dese posee también, un museo construido en la casa del antiguo Dejazmach (Comandante en Jefe de Guarnición) Yoseph Biru. También tiene una zawiya (centro de enseñanza sufíes) de la orden islámica de Qadiriyya, siendo la primera expresión del sufismo en ser introducida en el noreste de África.
La ciudad se sirve del Aeropuerto de Combolcha, cuyo código OACI es HADC y el código IATA es DSE. El aeropuerto sirve a las ciudades de Dese y a la vecina Kombolcha, cuenta con una pista de 1.098 metros de longitud y se encuentra a 1.864 metros sobre el nivel de mar.

## Demografía
Dese es una de las ciudades más pobladas de Etiopía, y ha experimentado un notable crecimiento demográfico en los últimos años. En los resultados del censo de 1994 la ciudad poseía una población de 97.314 habitantes, de los cuales 45.337 eran hombres y 51.977 mujeres. Sin embargo, de acuerdo a las estimaciones de la Agencia Central de Estadística de Etiopía, en 2005 alcanzaba una población de 169.105 personas, de las cuales 86.167 eran hombres, y 82.937 mujeres. 
Si bien los límites de la ciudad son difíciles de determinar, el woreda que integra tiene una superficie de 15,08 kilómetros cuadrados, lo cual da una densidad de 11.213,79 habitantes por kilómetro cuadrado.